# L'abbraccio della notte
L'abbraccio della notte (Night Embrace) è il terzo capitolo della saga fantasy-erotica Dark-Hunter, nata dalla penna di Sherrilyn Kenyon. In questo libro le vicende non seguono direttamente quelle narrate nei precedenti, ma compaiono nel corso della storia i personaggi degli altri volumi. 

## Trama
Dopo la morte di sua moglie, del bambino che portava in grembo e di sua sorella Ceara, unici affetti rimastogli, Speirr decide di donare la sua anima alla dea Artemide così da diventare un Cacciatore Oscuro e potersi vendicare del dio della guerra del panthoen celtico Camulo. Il dio, adirato per la morte di suo figlio, avvenuta per mano di Speirr in battaglia, maledisse il guerriero nei peggiori dei modi: chiunque Talon, chiamato così dal giorno della sua trasformazione in Cacciatore Oscuro, avesse amato sarebbe morto tra le sue braccia a causa sua.
Una notte, durante una normale ronda, si imbatte in un gruppo di Daimon intenti a cacciare un'umana, Sunshine Runningwolf. Durante lo scontro viene investito all'improvviso da un carro allegorico raffigurante Dioniso che lo tramortisce. Sunshine, una squattrinata artista che vende i propri quadri per strada, lo soccorre e lo porta nella sua abitazione.  
Tra i due nasce subito una reciproca attrazione, e questo scuote molto Talon, perché man mano che approfondisce la conoscenza della donna lei riesce a toccarlo nel profondo, cosa che non dovrebbe accadere, visto che ha represso i suoi sentimenti umani oltre millecinquecento anni prima.
Sunshine finirà per diventare preda di Dioniso, Camulo e Stige, intenti a distruggere i Cacciatori Oscuri, in particolare Acheron capo dei Cacciatori e gemello di Stige, il cui sangue è in grado di liberare la Distruttrice Atlantidea, la potente dea della civiltà scomparsa. Le due divinità si sono alleate per recuperare i propri poteri, mentre Stige vuole solo uccidere suo fratello e portare scompiglio tra i Cacciatori. Talon per proteggere Sunshine finirà per allearsi con i Katagaria, lupi in grado di prendere forma umana dotati di grandi poteri; affiderà la protezione della sua amata a Zarek, scontroso e sinistro Cacciatore Oscuro; e disobbedirà ad Acheron, cercando l'aiuto di Eros e Psiche.

## Mitologia
Oltre alle divinità appartenenti al pantheon greco e a quello celtico, questo volume presenta altre creature mitologiche:
- Cacciatori Oscuri: sono creature ex umane create dalla dea Artemide. Sono molto simili ai vampiri: sono dotati di zanne, bruciano alla luce del sole, e possono nutrirsi di sangue, ma questo non è necessario alla loro sopravvivenza, alcuni cacciatori, infatti, non bevono sangue.
- Daimon: dal greco "pieno di conoscenza". Furono creati dagli dei greci per essere intermediari tra divinità e umani. La maggior parte di loro, per evitare la morte uccidono gli umani, nutrendosi delle loro anime. Hanno un aspetto umano e sono molto belli. Dal nome sono associabili ai demoni, ma non ne condividono caratteristiche e poteri.
- Katagaria: sono lupi magici in grado di prendere forma umana per brevi periodi di tempo. Alcun di loro sono dotati di capacità sovrannaturali, oltre alla forza e alla velocità.
- Orsi mannari: sono umani in grado di trasformarsi in orsi. Da umani appaiono tutti molto alti, muscolosi e forti. Gli unici orsi mannari conosciuti nella storia sono quelli appartenenti alla famiglia Peltier.